# Pterigij
Pterigij je dobroćudna izraslina spojnice oka. Obično raste s nazalne strane bjeloočnice. Smatra se da ga uzrokuju, ili da je njegova pojava povezana, s ultraljubičastim zračenjem (npr. sunčevo svjetlo), niskom vlažnosti zraka i prašinom. Pretpostavlja se da je rast pterigija na nazalnoj strani rezultat prolaženja sunčanih zraka bočno kroz rožnicu, gdje se zrake prelamaju, te usmjeravaju na područje limbusa rožnice. Sunčeva svjetlost nesmetano prolazi lateralnom stranom oka i fokusira se na medijalni limbus nakon što prođe rožnicu, dok na suprotnoj strani sjena nosa smanjuje jakost sunčeve svjetlosti koja se fokusira na lateralni dio limbusa rožnice.

## Patogeneza i građa
Pterigij je karakteriziran elastičnom degeneracijom kolagena i fibrovaskularnom proliferacijom. Vodeći dio pterigija zove se glava; ona je spojena vratom na glavno tijelo pterigija.
Ponekad se u blizini glave pterigija može vidjeti linija odloženog željeza, koja se naziva Stokerova linija. Položaj te linije može ukazivati na smjer rasta.
Točan je uzrok pterigija nepoznat, ali povezuje se s prekomjernim izlaganjem vjetru, sunčevoj svjetlosti ili pijesku. To bi objasnilo zašto je pojava pterigija češća u populaciji koja naseljava ekvatorsko podneblje, kao i vjetrovita područja. 
Pterigij je dvaput češći u muškaraca nego u žena.
Neka istraživanja ukazuju da se pterigij razvija iz “roditeljskih”, normalnih stacionarnih bazalnih epitelnih stanica u limbusu rožnice, koje se zbog nekog razloga promijene i proizvedu zonu pokretnih stanica kćeri koje napuštaju limbalno područje i u skupini se sele centripetalno duž rožnične bazalne membrane rastvarajući Bowmanov sloj. Budući da su te promijenjene bazalne stanice pronađene u mikroskopskim preparatima napredujućeg ruba pterigija u području nad Bowmanovim slojem, a da pod njima nije bilo mase fibroblasta, očito je da pterigijske stanice prethode brzom rastu fibroblasta u stromi. 
Patoanatomski, pterigij se sastoji od nekoliko elemenata:
- Fuksove pjege (sićušne sivkaste mrlje raspršene u blizini glave pterigija)
- Stokerova linija (smećkasta linija željeznih depozita)
- Kapuljača (fibrozni avaskularni dio pterigija)
- Glava (vrh pterigija, tipično uzdignut i veoma vaskulariziran)
- Tijelo (mesnati elevirani dio pun zavojitih žila)
- Gornji rub (gornji rub trokutastog ili krilato oblikovanog dijela pterigija)
- Donji rub (donji rub trokutastog ili krilato oblikovanog dijela pterigija)

## Prevencija
S obzirom na to da se povezuje s prekomjernom izloženošću suncu ili vjetru, uporabom sunčanih naočala i šešira sa širokim obodom te uporabom umjetnih suza može se pomoći u sprečavanju pojave ili daljnjeg rasta pterigija. Ribari, surferi i svi koji su vezani uz dug boravak uz vodene površine na otvorenom trebali bi nositi zaštitu za oči koja blokira 100 % ultraljubičastih zraka odbijenih od vode, a koju često koriste i sportaši na snijegu.

## Simptomi
Simptomi pterigija uključuju učestalo crvenilo, upalu, osjećaj stranog tijela u oku, suhoću i svrbež oka. U uznapredovalim slučajevima, kad pterigij zahvati središnje dijelove rožnice, može utjecati na vid, uzrokovati astigmatizam i ožiljkavanje rožnice.

## Liječenje
Danas su u liječenju pterigija dostupne raznolike mogućnosti, od β-zračenja do konjuktivalne autotransplantacije ili transplantacije amnionske membrane zajedno s primjenom šavova i ljepila. Pterigij zbog benignog rasta obično ne zahtijeva kirurški zahvat ako rastom ne dosegne područje zjenice, tako ometajući vid, ili se javi akutnim simptomima. Neki od tih iritirajućih simptoma mogu se riješiti umjetnim suzama. 
Ne postoji pouzdan medicinski tretman koji može smanjiti ili spriječiti razvoj pterigija. Sigurno liječenje postiže se samo kirurškim odstranjenjem. Potrebna je dugoročna kontrola jer pterigij može i po nekoliko puta recidivirati čak i nakon kompletne kirurške korekcije.
Ako ima recidiva nakon operacije ili ako se smatra da recidiv pterigija narušava vid, moguće je kao terapiju upotrijebiti plakove stroncija. Stroncij je radioaktivna tvar koja stvaranjem beta-čestica probija vrlo plitko na mjestu primjene, te tako suprimira ponovni rast krvnih žila u pterigiju. Liječenje zahtijeva lokalnu anesteziju na oku i najbolje ju je obaviti za vrijeme ili na isti dan kao i odstranjenje pterigija.
Stroncijev je plak konkavni metalni disk 1-1.5 cm u promjeru koji je šupalj i punjen netopljivom stroncijevom soli.
Strana položena na oko vrlo je tanak i krhak srebrni film koji će zadržati stroncij, ali će dopustiti prolazak beta-čestica. Doza radijacije koja ide prema spojnici kontrolirana je vremenom u kojem je plak u doticaju s površinom oka. Cjelovitost površine plaka dovoljna je da bi se spriječila izloženost pacijenata i prethodno se mora testirati da se provjeri postoji li propuštanje radioaktivne tvari. 
Konjuktivalna autotransplantacija kirurška je tehnika kojom se djelotvorno i sigurno odstranjuje pterigij. Transplantacija amnijske membrane kod opsežnijeg odstranjenja pterigija nudi praktičnu alternativu konjuktivalnoj autotransplantaciji. Transplantat amnijske membrane tkivo je koje se dobiva od najdubljeg sloja ljudske posteljice, a koristi se za zamjenu i liječenje mukozne površine, primjerice, za rekonstrukciju očne površine. Koristi se kao kirurški materijal od 1940-ih i pokazalo se da ima snažan antiadhezivan efekt. Amnionski transplant potiče epitelizaciju, ima protuupalni učinak i pomlađuje površinske slojeve. Transplantat amnionske membrane može se fiksirati pomoću šavova ili ljepila. Primjenom posebnog tkivnog ljepila i mitomicinom-C dao je odlične kozmetičke rezultate na površinama bez crvenila, šavova ili „zakrpa“.